# Cas Wouters
Cas Wouters (* 1943) ist ein niederländischer Soziologe. Er forscht an den Universitäten Utrecht und Amsterdam. Der Schüler von Johan Goudsblom arbeitete eng mit Norbert Elias zusammen, übersetzte dessen „Etablierte und Außenseiter“ ins Niederländische und entwickelte ein Konzept der „Informalisierung“.

## Informalisierung
„Informalisierung“ ist bei Wouters seit 1977 die Bezeichnung für Lockerungen der Verhaltensstandards etwa seit Mitte des 20. Jahrhunderts. Beispiele: Verbreitung des Duzens auch unter Personen, die sich nicht nahe stehen; permissive Erziehungshaltung der Eltern; sexuelle Erfahrungen und Themen werden gesprächsfähig; die Kleidungsregeln gestatten offene erotisch-körperliche Signale; die Förmlichkeit des Briefeschreibens verliert sich zugunsten eines nachlässig-persönlichen Stils. Wouters verstand seine Überlegungen als kritische Ergänzungen zu Elias’ Zivilisationstheorie, ohne aber dessen Grundthese (Fortgang des Zivilisationsprozesses durch vermehrte Selbstkontrolle) zu widersprechen. Informalisierung setze verstärkte Selbstkontrolle voraus, die Verbreitung des Nacktbadens etwa basiere auf mehr Zivilisiertheit und sei nicht bloße Lockerung. Elias nahm diese Kritik auf und systematisierte sie.

## Schriften (Auswahl)
- Informalization. Manners and emotions since 1890. SAGE, Los Angeles 2007, ISBN 978-1-412-93575-3.
  - Informalisering. Manieren en emoties sinds 1890. Vom Englischen ins Niederländische übertragen von Bart Jonker, Bakker, Amsterdam 2008. ISBN 978-90-351-3289-4.
- Seks en de seksen. Een geschiedenis van moderne omgangsvormen. Bert Bakker, Amsterdam 2005, ISBN 9035127129.
- Sex and manners. Female emancipation in the West, 1890–2000. SAGE, London/Thousand Oaks 2004, ISBN 0803983697.
- Informalisierung. Norbert Elias' Zivilisationsprozesse im 20. Jahrhundert. Westdeutscher Verlag, Opladen/Wiesbaden 1999, ISBN 978-3-531-13412-3.
- Van minnen en sterven. Informalisering van omgangsvormen rond seks en dood. B. Bakker, Amsterdam 1990, ISBN 9035109759.
- Mit Bram van Stock, Vorwort Norbert Elias: Vrouwen in tweestrijd. Tussen thuis en tehuis. Relatieproblemen in de verzorgingsstaat, opgetekend in een crisiscentrum. Van Loghum Slaterus, Deventer 1983, ISBN 9060018486.